# Zlatá ladička

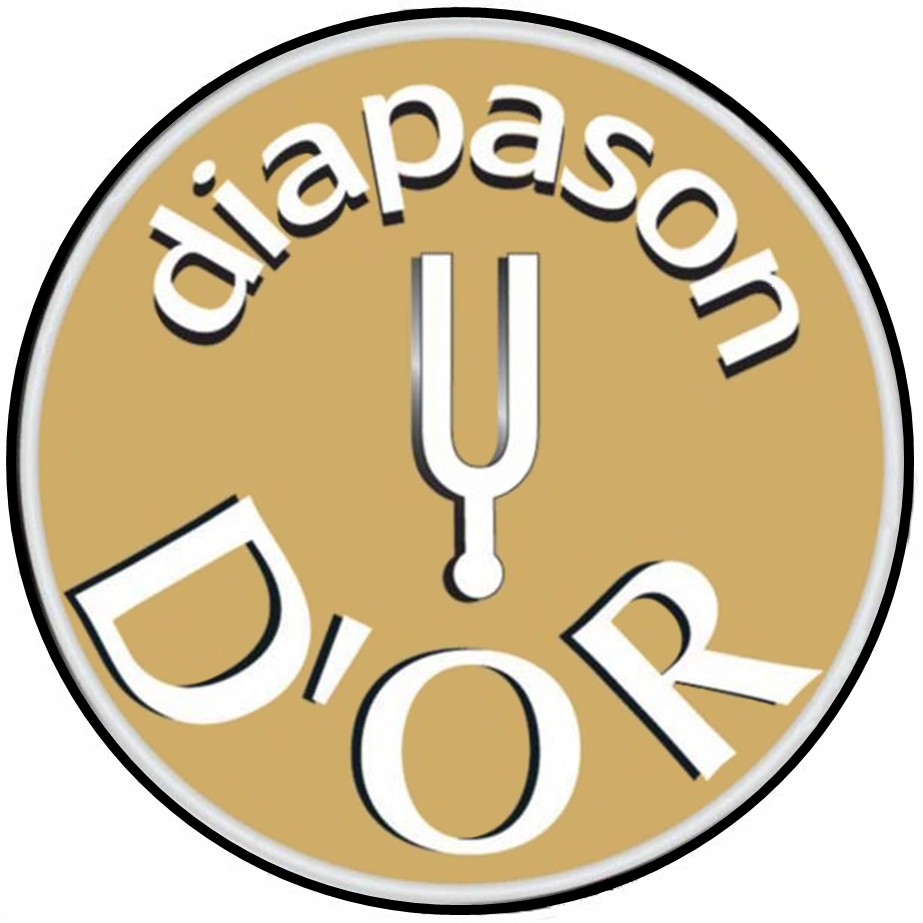
logo Zlaté ladičky

Zlatá ladička (ve francouzském originále Diapason d'Or) je ocenění v oblasti především vážné hudby udělované významným francouzským odborným časopisem Diapason (v překladu „ladička“). Magazín každý měsíc recenzuje 150 nahrávek s klasickou hudbou, z nich 6 měsíčně získá ocenění Diapason d'Or. Z oceněných projektů pak porota jednou za rok vybírá ty nejlepší, jež na slavnostním ceremoniálu obdrží výroční cenu Diapason d'Or de l'année (Zlatá ladička roku). Unikátní objevy dostávají ocenění Diapason Découverte (Objev Diapasonu).
Z nahrávek českých vydavatelství či interpretů v historii získal ocenění např. Supraphon za nahrávku symfonie Bohuslava Martinů s Českou filharmonií a Václavem Neumannem (1979). Nahrávka sonát Jana Dismase Zelenky s Collegiem 1704 získala ocenění v roce 2017. V roce 2018 byl Supraphon oceněn za nahrávku kvintetů Antonína Dvořáka op. 81 a 97 s Haasovým kvartetem a Borisem Giltburgem (2018) či Madrigaly Bohuslava Martinů s komorním sborem Martinů Voices a sbormistrem Lukášem Vasilkem. Cenu Objev Diapasonu získala v roce 2019 nahrávka jednoaktové opery Čím lidé žijí (What Men Live By) a První symfonie Bohuslava Martinů s Českou filharmonií a Jiřím Bělohlávkem a Zlatou ladičku obdržela i nahrávka písní Bohuslava Martinů s Martinou Jankovou, Tomášem Králem a Ivo Kahánkem.